# Pliešovce
Pliešovce jsou obec na Slovensku v okrese Zvolen. V obci žije přibližně 2 300 obyvatel. První písemná zmínka o obci pochází z roku 1256.
Katastr obce tvoří dvě katastrální území, Pliešovce a Zaježová. Protékají jím říčky Neresnica a Krupinica.

## Poloha a charakteristika
Obec se nachází v jižní části Pliešovské kotliny, v oblasti styku Javorie a Krupinské planiny. Střed obce leží v nadmořské výšce 400 m, jednotlivé osady a usedlosti se nacházejí až v 700 m n. m. Nejnižším bodem je koryto Neresnice v lokalitě Na Chotáre s výškou 388 m n. m., nejvyšším vrch Priečno s nadmořskou výškou 1023,4 m. ve východní části katastru obce. Specifikem katastru obce o rozloze 5 628 ha je, že zatímco obec a severní část katastru, odvodňována Neresnicí patří do povodí Hronu, jižní a východní část patří s přítoky Krupinice do povodí Ipľu.

### Místní části
Pliešovce, Dolinky, Lonec, Podjavorie, Polomy a Zaježová

## Dějiny
Okolí dnešní obce bylo osídleno již v době bronzové, což dokazují archeologické nálezy bronzové sekery a zlomku bronzové růžicové spony, nalezené v roce 1909 na Rimáni. Další bronzová sekera ze stejného období byla náhodně objevena v roce 1967 v Zaježové a třetí, také bronzová, se našla v okolí obce v roce 1996. Až do 13. století lze osídlení katastru Pliešoviec jen předpokládat. První písemná zmínka o obci pochází z listiny krále Bély IV. ze 7. září 1256, v níž je zmíněn "Budislav z Pliešoviec", strážce zvolenského lesa. V roce 1351 uděluje Ludvík I. Veliký Pliešovcím určité výsady, které v roce 1419 rozšířil král Zikmund Lucemburský a později potvrdilo několik panovníků.
V roce 1548 je pod názvem Dolní Podháj vzpomínána Zaježová a v roce 1569 bylo při rabování Turků část obyvatel odvlečeno do otroctví. Osmanské vojsko využívalo Pliešovce jako základnu pro útoky na okolní důlní města. Při útoku na Krupinu byly Pliešovce v roce 1578 a poté znovu v roce 1599 Turky vyrabovány a vypáleny. Leopold I. obnovil listinou z 24. února 1688 městečku výsady udělené Ferdinandem II. v roce 1636. V roce 1784 byl v městečku postaven evangelický kostel a 6. prosince 1832 získalo od císaře Františka II. pouťové právo.

### 20. století
V první světové válce padlo více než 37 rodáků. Při sčítání obyvatelstva v roce 1921 žilo v Pliešovcích a okolních lazech 3 450 lidí. K rozvoji obce přispěla výstavba železniční trati mezi Zvolenem a Čatou, ale nastávající velká hospodářská krize vyhnala mnohé za prací do Francie, kde pracovali v uhelných dolech nebo jako zemědělští dělníci. Známé jarmarky a týdenní trhy se zde konaly ještě v meziválečném období a v roce 1923 tu měli pobočku tři peněžní ústavy. Nový evangelický kostel podle návrhu architekta Harmince byl dokončen v září 1927 a k rozvoji přispělo i vybudování elektrického vedení, měšťanské školy, nové školy v Zaježové, zdravotního střediska, obecních cest či vydláždění náměstí.
Během druhé světové války byla situace zpočátku příznivá, hospodářství nadále rostlo a v blízkosti obce byla z důvodu rozvoje dopravy otevřena v roce 1940 benzínová čerpací stanice. Napadení Sovětského svazu nacisty znamenalo pro Slovenský štát zvýšení povinných dodávek potravin pro frontu, což zhoršovalo situaci obyvatelstva. V blízkosti obce vznikl výcvikový tábor na Oremovom laze, kde se připravovali vojáci na Slovenské národní povstání s výraznou podporou obyvatel obce a blízkých osad. Zformování partyzánského oddílu a výrazná pomoc vesničanů neušla pozornosti gestapa, které po urputných bojích obsadilo v prosinci 1944 celou obec. K vyvrcholení napjaté situace došlo 4. února 1945, kdy byly Pliešovce bombardovány, přičemž zahynuly dvě osoby a byly způsobeny rozsáhlé škody. Blízká pozice fronty po dobu tří týdnů přinášela mohutné ostřelování dělostřelectvem, během kterého bylo zničeno 40 domů, 20 hospodářství a 460 domů bylo poškozeno. Při mohutném útoku sovětské armády, který trval od 25. února do 4. března 1945, přičemž ustupující německé oddíly zničily mosty, vyrabovaly objekty a poškodily evangelický kostel.
Po osvobození obyvatelé opravovali zničené mosty, silnice a poškozené rodinné domy, přičemž povzbuzením jim byla návštěva prezidenta Edvarda Beneše, který navštěvoval významné povstalecké obce. V roce 1948 bylo v obci otevřeno kino, o 10 let později se od obce odloučila Zaježová a vzniklo JZD. O rok později začala výstavba školy, postupně se rozběhla bytová výstavba a výstavba nákupního střediska, byla dokončena mateřská škola, památník a místní cesty dostaly nový povrch. V roce 1991 se Zaježová opět připojila k Pliešovcím a nyní tvoří samostatné katastrální území.

## Osobnosti obce
- Ján Solovič (8. března 1934 Pliešovce – 10. července 2022) – slovenský spisovatel a dramatik
- Benjamín Pravoslav Červenák (9. říjen 1816 Pliešovce – 15. červen 1842 Bodony) – slovenský spisovatel a pedagog
- Milan Lasica (3. února 1940 Zvolen – 18. července 2021) – slovenský humorista, strávil v obci část dětství